# 甘士价
甘士价（1553年—1608年），字維藩，號紫亭，江西贛州府信豐縣人，民籍，明朝政治人物。

## 生平
萬曆元年（1573年）癸酉科江西乡试第二十二名舉人。萬曆五年（1577年）登丁丑科會試第一百九十四名，三甲二百二十八名进士，初知直隸黟縣，調丹陽縣。十四年（1586年）十月擢山东道御史，巡按直隶，劾罢蓟镇总兵董一元，十七年巡按湖广，十九年巡按三吴（苏州松江等府），二十二年掌河南道事，二十三年三月升大理寺右寺丞，十月进左寺丞，二十六年五月升大理寺左少卿。萬曆二十七年（1599年）三月以都察院右佥都御史巡撫鳳陽，行至吴桥，丁母艰归。
萬曆三十三年（1605年）十二月以原官起复，巡抚浙江等处地方提督军务。三十六年五月升大理寺卿，因病未任，卒于候代。三十九年賜祭葬，贈右副都御史。

## 墓葬
墓在九子嶺，毀於文革。

## 家族
曾祖父甘瑞珍；祖父甘官；父親甘文炳。母吳氏。具庆下。